# Nathan Wilmot
Pour les articles homonymes, voir Wilmot.
Nathan James Wilmot, né le 13 décembre 1979 à Sydney (Nouvelle-Galles du Sud), est un skipper australien. Il a remporté le titre olympique en 470 en 2008. 

## Palmarès
- Jeux olympiques de 2008 : 
  -  Médaille d'or en 470 avec Malcolm Page